# 1809 Прометей
1809 Прометей е астероид, който споделя името си с една от по-малко познатите луни на Сатурн – Прометей.